# Нишки погребни обичаји с краја 19. века
Нишки погребни обичаји с краја 19. века били су нешто најболније у начину живота Нишлија, и одраз духа некадашњег становништва, које је умело истински да воли али и да жали њима најдраже особе и радо их се сећа, чак и онда када су давно умрли. 

## Опште информације
Када је Ниш постао слободан град, након што га је заузела српска војске 30. децембра 1877. године поразивши Османлије, град је био „Пако у средини раја”. У средини плодне нишке котлине, нишка варош је била сметлиште османлијске нечистоће...
куће не беху као куће нити улице као улице. Ни сто корака није могао човек корачати а да не уђе у какву улицу без излаза.
 Здравствена култура становништва била је на ниском нивоу, а јако дуго и здравствена заштита. Сујеверни народ користио је услуге надрилекара, травара, видара и турских хећима. Како је у Нишу било безброј кривих сокака са надстрешницама, од којих у дућане никада није допирала сунчева светлост све је то по Винтеровом плану (првом такве врсте за урбанистичку регулацију Ниша) порушено, како би Ниш постао здравија средина за живот. Све се то поправљало зидало дозидавало а нове улице су просецале многе махале. Таква живот у Нишу није владала ни за сто година владавине Османлија.
Али и поред видног напредка с краја 19. века Ниш је све до почетка 20. века и даље био град са великом стопом умирања. Туберкулоза је косила млад свет, а многе дечје болести односиле су децу најчешће у првој деценији живота. Нежељене трудноће у многобројним породицама и даље су биле честе, па је често вршен побачај разним средствима, а најчешће вретеном, што је водило у највећем броју случајева до сепсе и смрти. Такође, и нестручност код порођаја, због мало бабица и лекара у граду, била је узрок много смртних случајева младих жена.
Како је смртност с краја 19. века у Нишу била значајна и број ожалошћених био је велики. Зато и не чуди што је у граду на посебан начин гајен култ према мртвима, за којима се много жалило, кукало, нарицало.
Било је и жена које у оквиру погребних обичаја са себе никако нису скидале црнину. Увек су биле обучене у црну одећу и убрађене са црном шамијом и непрекидно у неком расположењу сличном одсутности.
Мртви су често посећивани да би им се запалила воштана свећа, кандило или да би били оплакани. А оплакивање покојника разним тужбалицама најчешће су користиле неутешне мајке које су жалиле помрле синове или кћери. Жалост мајки за несрећном кћери или сином била је понекад толико изражена да су оне током целе године, чак и у хладним зимским ноћима долазиле на гроб свога чеда. Често их је родбина тако шћућурене на хумци свога чеда, односили полусмрзле, а понекад и без свести враћали њиховим кућама.

## Четири задушне суботе у години
Четири суботе у години биле су један од изузетно поштованих загробних обичаја у Нишу, посвећене искључиво мртвима − то су биле задушнице: пролећна, летња, јесења и зимска.
- Зимске задушнице - обележаване су у суботу пред Месне покладе
- Пролећне или Михољданске задушнице - обележаване су пред Михољдан
- Летње задушнице - обележаване су у суботу пред Духове
- Јесење задушнице - које се називају и митровске задушнице  обележаване су у суботу пред Митровдан

На сваку од четири задушне суботе, одлазило се рано изјутра, а неколико дана пре задушнице кувало се, месило и уређивао гроб покојника за тај дан.
Тога дана на гроб су се износиле пуне котарице а често и пуне тепсије на глави, хране и пића (ракија и вино).
Нишке улице које су водиле према гробљу, биле су често закрчене натовареним женама које су са обранкама на којима су ношене плетене корпе пуне задушне хране и пића, журиле мртвима у посету, да на гробу вољене особе поређају све што су донеле.
Потом би се палиле свеће и кандила, а то је био моменат да се уз њихов пламен започне „разговор са мртвима”, који је више био кукање и нарицање, често толико болно и дирљиво да је свим особама присутним на задушницам изазивало по коју сузу, и јежило им кожу. Током оплакивања (нарицања) жене би често обујмиле крст, или камени споменик, а ако тога није било хумку код узглавља покојника. Ево примера једне од задушних тужбалица, коју је забележио писац старог Ниша, Бранислав Лазић у свом делу „Стари вакат”, приповеци из старог Ниша:
„Куку, керко! ... З’што ме остаји, з’што ме уцвели, з’што и мен’ с теб’ не поведе... Твојо нане ти је венчила спремало, а ти се венча с’с црну земљу. З’р си њума помилувла оди младожењу. Куку, керко!... Отишла си на пут с кога се јоште ники није врнуја. Куку, керко!... Што да рекнем на браћу и на сестре ти кад се врнем дом и к’д ме питају да с’м била при теб, з’р нане да ги уцвели, з’р нане да ги рекне дек ги њина дада неје поздрајила, да ги ништо неје казала... Куку, керко!... Јагличе мојо, лепотињо нанина, прозбори на твоје нане к’ко си ник’д зборила, насмеј ми се к’ко си ми се нек’д смејала, обрадуј твојо нане к’ко си га порано млого пут обрадувала. Куку, керко!...ˮ
После мајке или супруге, обично је следило нарицање нека блиска рођака, њене сроднице или мужевљева сестра да и она покојника ожали. Кукање ових жена је делом било понављање већ изречених тужбалица, али у нешто краћем облику, и сводило се на „поздраве” за које нарицаљка моли ту што је кукала да их испоручи њеним блиским помрлим сродницима, чија имена помиње, и моли да им буде на услузи на другом свету.
Потом би поред гроба следио опело свештеника са распаљеном кадионицом и са епитрахиљем око врата, који је залазећи око гроба читао молитве за упокојене, кадећи димом и мирисом тамњана и преливао гроб вином. Њихова појава и почетак опела прекидала је кукање, на том гробу.
Потом би иза опела и молитве следило, изношење на гроб свега што је донето,  и нудило се онима који су дошли на задушну суботу, на тај али и на суседне гробове. Од хране служило се кувано жито − панахија, пилав, поскурице, колачи, а од пића ракија, вино. Све оно што је преостало од хране и пића прикупљало се, стављало у корпе и враћало кући да би се поделило укућанима.
При излазу с гробља обично су се тога дана у шпалиру сакупљали божјаци (божји људи), који су просјачили, не би ли прикупили нешто за себе и своје гладне укућане.
Тих задушних субота, од раног јутра па до поднева, Ниш је јечао од кукњаве и плача.